# Erik ”Kiruna-Lasse” Larsson
Erik August Larsson, kallad Kiruna-Lasse, född 20 april 1912 i Kurravaara i Jukkasjärvi socken, död 10 mars 1982 i Kiruna, var en svensk längdskidåkare och OS-medaljör.
Kiruna-Lasse kom från ett fattigt hem med många syskon i Kiruna. Han arbetade som gruvarbetare. 1936 tog han OS-guld på 18 kilometer i Garmisch-Partenkirchen.  Efter några års framgångar blev han læstadian och slutade tävla. Han var senare lokal så kallad bönhållare i den västlæstadianska församlingen i Kiruna. 
Han var gift första gången 1936 med Anna Elina född Lindmark (1910-1972) samt far till predikanten Lars Larsson (1937-2020) i Luleå och farfar till romanförfattaren Åsa Larsson (född 1966). 1974 gifte han om sig med Ingeborg Stöckel, född Salming (1919-2006), faster till Stig och Börje Salming. Erik Larssons modersmål var finska.

### Fotnoter
1. ↑  Larsson, Erik August i Svenska män och kvinnor (1948)
2. ↑  ”OS-historia: Garmisch-Partenkirschen 1936”. Sveriges radio. 11 februari 2010. Arkiverad från originalet den 2 mars 2016. https://web.archive.org/web/20160302095541/http://sverigesradio.se/sida/artikel.aspx?programid=3681&artikel=3435901. Läst 21 februari 2016.
3. ↑  Kerstin Nilsson (10 juli 2006). ”"Jag var en andlig besserwisser"”. Aftonbladet. http://www.aftonbladet.se/wendela/ledig/article10856321.ab. Läst 21 februari 2016.
4. ↑  https://www.geni.com/people/Ottilia-Ingeborg-Larsson/6000000008008512201